# Zopiclon
Zopiclon is een slaapmiddel dat in 1987 werd geïntroduceerd. Het middel is ook bekend onder de merknaam Imovane en wordt door Aventis Pharma op de markt gebracht. Diverse andere fabrikanten produceren een generieke (merkloze) versie.
Hoewel Z-slaapmiddelen, zoals zolpidem en zopiclon de meest voorgeschreven slaapmiddelen ter wereld zijn, werken deze middelen volgens recent onderzoek waarschijnlijk nauwelijks beter dan een placebo. De effectiviteit van deze groep slaapmiddelen zou overschat zijn geweest en de bijwerkingen onderschat door publicatiebias.

## Eigenschappen
Zopiclon grijpt aan op met name de alpha-1 subunit van de GABA-receptor. Zopiclon werkt in op dezelfde receptor als benzodiazepinen, maar is geen benzodiazepine. Het middel bezit tevens anxiolytische (angstverminderend), anti-epileptische en spierverslappende eigenschappen. Gebruikelijke dosis; 7,5 mg per nacht. Ouderen, bij ademhalingsproblemen, en in geval van reeds bestaande nierziekten of leverziekten, beginnen met 3,75 mg. Zopiclon werkt na ongeveer 15-30 minuten.
In een meta-analyse in 2012 van 13 studies met in totaal meer dan 4300 deelnemers, gepubliceerd in het gerenommeerde British Medical Journal, concludeerden onderzoekers van de Harvard Medical School dat Z-slaapmiddelen, zoals zolpidem en zopiclon nauwelijks beter werken dan een placebo. Bij eerdere meta-analyses van klinisch onderzoek naar Z-slaapmiddelen werden de effecten van de Z-slaapmiddelen overschat door publicatiebias: diverse niet-gepubliceerde studies konden niet in de vergelijking worden meegenomen, en ook werden voor het middel gunstige uitkomsten selectief en dubbel gepubliceerd. Daardoor werd de effectiviteit van deze middelen 60% groter beoordeeld dan wanneer ook niet-gepubliceerd onderzoek in de vergelijking zou zijn meegenomen. Ook de veiligheid zou anders beoordeeld zijn wanneer ook het ongepubliceerde onderzoek zou zijn meegenomen.

## Bijwerkingen
Bijwerkingen kunnen onder meer nadelige cognitieve effecten (zoals geheugenverlies) omvatten, psychomotorische effecten (zoals vallen, breuken, verkeersongevallen), vermoeidheid overdag, tolerantie, verslaving, een vieze nasmaak gedurende de volgende dag na gebruik (dysgeusie) en grotere mortaliteit. Deze risico's moeten worden afgewogen tegen eventuele therapeutische voordelen.

## Stoppen met zopiclon
Langdurig continu gebruik wordt ontraden in de bijsluiter.
Tijdens een groot onderzoek met 13000 patiënten traden geen ontwenningsverschijnselen op, zoals een hernieuwd optredende slapeloosheid, na het stoppen met (de standaard dosis) zopiclon. Wel kan men zich gespannen of verveeld voelen.
Er zijn ook andere onderzoeken bekend die wel ontwenningsverschijnselen waarnemen.